# CGM48
CGM48 (tiếng Thái: ซีจีเอ็มโฟร์ตีเอต,đọc là C.G.M. Forty Eight) là một nhóm nhạc nữ thần tượng Thái Lan, đây là nhóm chị em nước ngoài thứ 7 của AKB48 sau JKT48 ở Indonesia, BNK48 ở Thái Lan, MNL48 ở Philippines, AKB48 Team SH ở Trung Quốc, SGO48 ở Việt Nam, AKB48 Team TP ở Đài Loan và là nhóm chị em đầu tiên của BNK48 ở Thái Lan. Nhờ sự thành công vượt bậc của BNK48, AKS (công ty quản lý AKB48) và iAM đã họp bàn và quyết định thành lập thêm nhóm chị em thứ 2 tại đây. Đây là điều chưa có tiền lệ trong lịch sử nhà 48, khẳng định vị thế của BNK48 tại Thái Lan.
Linh vật của nhóm là một con thú nhồi bông màu xanh, tượng trưng cho màu sắc của nhóm với tên gọi "Mon". Nhóm cũng là nhóm nhạc đầu tiên trong AKB48 Group sở hữu linh vật của riêng mình. Màu chính thức của nhóm là màu xanh ngọc.
Nhóm hoạt động theo mô hình "Idol you can meet" (thần tượng bạn có thể gặp mặt). Khái niệm này bao gồm các buổi biểu diễn tại các sự kiện trước công chúng và sự kiện "bắt tay" (Handshake Event), nơi người hâm mộ có thể gặp các thành viên trong nhóm, giống các nhóm nhạc chị em khác của AKB48.

## Lịch sử

### 2019: Thông báo thành lập, giới thiệu thế hệ đầu tiên, tham dự NHK Kōhaku Uta Gassen lần thứ 70
Nhóm được thông báo thành lập tại sự kiện BNK48 Thank You & The Beginner Chiang Mai của BNK48 vào ngày 2/6.
Ngày 10/6, 2 thành viên Izuta Rina và Punyawee Jungcharoen (Aom) sẽ chuyển qua CGM48 với tư cách lần lượt là tổng quản (general manager) và đội trưởng (captain) của nhóm.
Buổi tuyển chọn thành viên được diễn ra từ ngày 15/6 đến 15/7. Thế hệ đầu tiên được giới thiệu vào ngày 26/10 tại sự kiện "CGM48 WE TALK TO YOU BY CGM48 SHIHAININ & CAPTAIN เจ้า ~". Nhóm biểu diễn lần đầu tại Road Show 77 no Suteki na Machi e cùng BNK48 với 2 bài hát "CGM48" and "Sao Chiang Mai" (สาว เชียง ใหม่) ngày 21/12
Thành viên Sita đại diện nhóm dự đại nhạc hội NHK Kōhaku Uta Gassen lần thứ 70 (第70回NHK紅白歌合戦, The 70th NHK Red & White Song Battle) ngày 31/12, biểu diễn bài hát "Koisuru Fortune Cookie" cùng các nhóm chị em thuộc AKB48

### 2020: Ra mắt thế hệ đầu tiên, 2 singleChiang Mai 106vàMelon Juice, tham gia tổng tuyển cử cùng BNK48
Ngày 11/1, trước thềm debut, nhóm ra mắt AV đầu tay "CGM48" với sự xuất hiện của linh vật Mon. Đây là AV đầu tiên mà cả nhóm cùng góp giọng.
Ngày 9/2, nhóm ra mắt với đĩa đơn đầu tay ''Chiang Mai 106'' với MV debut cùng tên với 16 thành viên: Angel, Aom, Fortune, Izurina, Kaiwan, Kaning, Marmink, Meen, Milk, Nena, Nenie, Parima, Pepo, Ping, Punch, Sita.. Nhóm có buổi biểu diễn ra mắt tại Trung tâm mua sắm Maya cùng ngày. Ngày 23/2, trong buổi ra mắt single thứ 8 "High Tension" của BNK48 tại ICONSIAM, 6 thành viên Aom, Izurina, Fortune, Kaning, Parima và Sita có lần đầu biểu diễn tại Bangkok. Cả nhóm có lần đầu tham gia cuộc tổng tuyển cử cùng BNK48 cho single thứ 9, trong đó 8 thành viên Pim, Aom, Izurina, Kaning, Sita, Fortune, Marmink, Kaiwan lọt vào bảng xếp hạng chung cuộc
Vào ngày 27/5, 3 thành viên Izurina, Aom, Sita đại diện nhóm biểu diễn cùng các nhóm chị em thuộc AKB48 và các nghệ sỹ khác của Châu Á tại sự kiện ONE LOVE ASIA 
Ngày 8/6, kênh youtube của nhóm đăng tải PV ''Dareka No Tame Ni'' với sự tham gia của cả nhóm.
Ngày 21/8, 3 thành viên Aom, Izurina và Pim xuất hiện trong MV "Hashire! Penguin" của BNK48. Sau đó vào ngày 28/8, 5 thành viên Fortune, Kaiwan, Kaning, Marmink, Sita góp mặt trong MV "Wink Wa Sankai" của BNK48.
Ngày 31/10, nhân dịp Halloween, nhóm phát hành MV "Melon Juice"- ca khúc chủ đề của đĩa đơn cùng tên.

### 2021-nay: Single thứ 3 มะลิ, album đầu tay Eien Pressure, single thứ 4 Mae Shika Mukanee
Ngày 8/1, 5 thành viên Kyla, Milk, Nena, Nicha, Parima xuất hiện trong MV "Warota People" của BNK48.

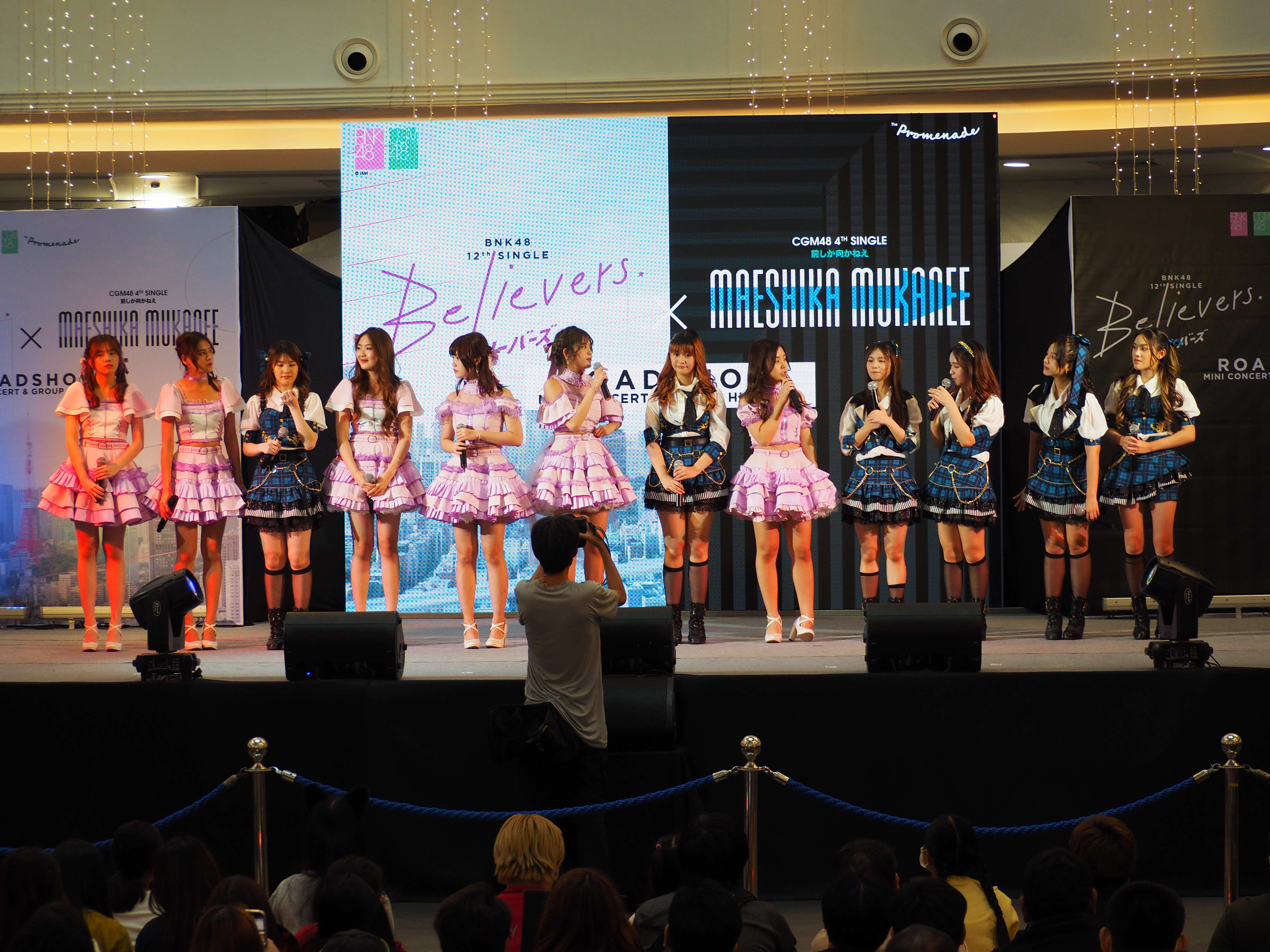
BNK48 & CGM48 ở The Promenade, Bangkok, Thái Lan.

Ngày 9/3, nhóm ra mắt MV "ไปต่อ"- là bài hát cho phim "ห้าวเป้งจ๋า อย่าแกงน้อง", kết hợp với Diamond Mqt với sự tham gia của cả nhóm, đây là original song đầu tiên của nhóm.
Ngày 21/3, nhóm phát hành MV "มะลิ"- nằm trong đĩa đơn thứ 3 cùng tên Ngày 19/4, nhóm công bố 16 thành viên Angel, Aom, Champoo, Fortune, Izurina, Jayda, Kaning, Marmink, Milk, Nena, Nenie, Pepo, Pim, Ping, Punch, Sita sẽ tham dự AKB48 Group Asia Festival 2021 Online tổ chức trực tuyến vì Đại dịch COVID-19 và trình chiếu ở Tokyo Dome City Hall ở Tokyo, Nhật Bản, đây là lần đầu tiên nhóm tham dự, nhóm sẽ cùng BNK48 là 2 đại diện từ Thái Lan tham gia sự kiện; cùng TIF ASIA TOUR KICK OFF tổ chức ngày 3/9.
Vào ngày 21/10, nhóm thông báo sẽ ra mắt album đầu tay Eien Pressure
Vào ngày 20/2/2022, Pepo thông báo sẽ tốt nghiệp nhóm. Nhóm thông báo sẽ ra mắt đĩa đơn thứ 4 Mae Shika Mukanee,

## Thành viên

### Team C
| Tên                                           | Nghệ danh            | Ngày sinh (tuổi)  | Thế hệ     | Quê quán          | Quốc tịch           | Ghi chú     |
| --------------------------------------------- | -------------------- | ----------------- | ---------- | ----------------- | ------------------- | ----------- |
| Izuta Rina (伊豆田莉奈)                       | Izurina (いずりーな) | 26 tháng 11, 1995 | AKB48 10th | Saitama, Nhật Bản | Nhật Bản            | Tổng quản   |
| Kodchaporn Leelatheep (กชพร ลีละทีป)            | Champoo (แชมพู)       | 10 tháng 10, 2005 | 1          | Lampang           | Thái Lan            | –           |
| Manichar Aimdilokwong (มาณิฌา เอี่ยมดิลกวงศ์)      | Marmink (มามิ้งค์)      | 7 tháng 11, 1999  | 1          | Băng Cốc          | Thái Lan            | –           |
| Manita Chanchai (มานิตา จันทร์ฉาย)               | Kaiwan (ไข่หวาน)      | 6 tháng 1, 2004   | 1          | Phitsanulok       | Thái Lan            | Đội phó     |
| Napassanan Thambuacha (นภัสนันท์ ธรรมบัวชา)       | Angel (แองเจิ้ล)       | 6 tháng 4, 2002   | 1          | Nakhon Pathom     | Thái Lan            | –           |
| Phitchayapha Supanya (พิชญาภา สุปัญญา)           | Nenie (นีนี่)           | 1 tháng 11, 2002  | 1          | Udon Thani        | Thái Lan / Việt Nam | –           |
| Pronwarin Wongtrakulkit (พรวารินทร์ วงศ์ตระกูลกิจ) | Pim (พิม)             | 25 tháng 12, 2005 | 1          | Băng Cốc          | Thái Lan            | –           |
| Pundita Koontawee (ปัณฑิตา คูณทวี)                | Fortune (ฟอร์จูน)      | 18 tháng 8, 1999  | 1          | Băng Cốc          | Thái Lan            | Đội trưởng  |
| Punyawee Jungcharoen (ปุณยวีร์ จึงเจริญ)           | Aom (ออม)            | 20 tháng 9, 1995  | BNK48 2nd  | Chiang Mai        | Thái Lan            | Trưởng nhóm |
| Sita Teeradechsakul (สิตา ธีรเดชสกุล)            | Sita (สิตา)           | 25 tháng 6, 2003  | 1          | Băng Cốc          | Thái Lan            | –           |
| Vithita Srasreesom (วิทิตา สระศรีสม)             | Kaning (คนิ้ง)         | 15 tháng 12, 2004 | 1          | Chiang Mai        | Thái Lan            | –           |
| Wacharee Danphasukkul (วัชรี ด่านผาสุกกุล)         | Punch (พั้นซ์)          | 16 tháng 2, 2006  | 1          | Saraburi          | Thái Lan            | –           |

### Thực tập sinh[27]
| Tên                                                 | Nghệ danh      | Ngày sinh (tuổi)  | Thế hệ | Quê quán      | Quốc tịch                        |
| --------------------------------------------------- | -------------- | ----------------- | ------ | ------------- | -------------------------------- |
| Chayanan Jedpeenongruamjai (ชยานันท์ เจ็ดพี่น้องร่วมใจ)    | Milk (มิลค์)     | 6 tháng 12, 2005  | 1      | Nakhon Pathom | Thái Lan                         |
| Chutipapha Rattanakornyannawut (ชุติปภา รัตนกรญาณวุฒิ)   | Parima (ปะริมะ) | 29 tháng 7, 2005  | 1      | Chiang Mai    | Thái Lan                         |
| Kyla Ziyun Khoo (เคียล่า ซือหยุน คู)                     | Kyla (เคียล่า)   | 25 tháng 1, 2007  | 1      | Chiang Mai    | Malaysia / Trung Quốc / Thái Lan |
| Nattarika Boontua (ณัฐริกา บุญตั๋ว)                      | Nena (นีน่า)     | 12 tháng 9, 2000  | 1      | Chiang Mai    | Thái Lan                         |
| Phattaratida Chongprasankiat (ภัทรธิดา จงประสานเกียรติ) | Fahsai (ฟ้าใส)  | 23 tháng 5, 2007  | 1      | Chiang Mai    | Thái Lan                         |
| Pimnara Rumruaymunkong (พิมพ์นารา ร่ำรวยมั่นคง)          | Latin (ลาติน)   | 28 tháng 1, 2006  | 1      | Chiang Mai    | Thái Lan                         |
| Pinpana Saengboon (พิณพณา แสงบุญ)                     | Ping (ปิ๊ง)      | 25 tháng 7, 2003  | 1      | Chiang Mai    | Thái Lan                         |
| Pitchayathida Sonthisakwanna (พิชญธิดา สนธิศักดิ์วรรณะ)   | Meen (มีน)      | 5 tháng 3, 2003   | 1      | Chiang Mai    | Thái Lan                         |
| Rapeephan Chaemcharoen (รพีพรรณ แช่มเจริญ)             | Mei (เหมย)     | 16 tháng 9, 2004  | 1      | Chachoengsao  | Thái Lan                         |
| Ravinda Alan (รวินดา อลัน)                            | Jayda (เจย์ดา)  | 16 tháng 12, 2006 | 1      | Tak           | Thái Lan                         |
| Supapit Sripairoj (ศุภาพิชญ์ ศรีไพโรจน์)                 | Jjae (เจเจ)    | 27 tháng 7, 2006  | 1      | Chiang Mai    | Thái Lan                         |

### Cựu thành viên
| Tên                                                   | Nghệ danh   | Ngày sinh (tuổi) | Thế hệ | Quê quán   | Quốc tịch | Ngày tốt nghiệp |
| ----------------------------------------------------- | ----------- | ---------------- | ------ | ---------- | --------- | --------------- |
| Jirattikan Tasee (จิรัฐิกาล ทะสี)                         | Pepo (ปีโป้)  | 21 tháng 9, 2006 | 1      | Chiang Mai | Thái Lan  | 4/2022          |
| Nicharee Sungkhathat Na Ayudhya (ณิชารีย์ สังขทัต ณ อยุธยา) | Nicha (ณิชา) | 26 tháng 8, 2004 | 1      | Chiang Mai | Thái Lan  | 6/2022          |

## Danh sách đĩa nhạc

### Album
| Năm  | Tên           | Danh sách bài hát | Ngày phát hành | Ghi chú        |
| ---- | ------------- | --- | -------------- | -------------- |
| 2021 | Eien Pressure | Danh sách 1. Eien Pressure (ผูกพันนิรันดร์) 2. Mali (Special Ver.) (มะลิ) 3. Chiang Mai 106 (เชียงใหม่106) 4. Onegai Valentine (วาเลนไทน์...โชคดี) 5. CGM48 6. Melon Juice 7. Otona he no Michi (เส้นทางของผู้ใหญ่) 8. Dareka no Tame ni (เพื่อใครสักคน) 9. Mali (มะลิ) 10. Chain of love 11. Anata ga Ite Kureta kara (บ้านแห่งหัวใจ) 12. Eien Pressure (off-vocal) 13. Mali (Special Ver.) (off-vocal) | 2/2            | Album đầu tiên |

### Đĩa đơn
| Năm  | Tên                          | Danh sách bài hát | Ngày phát hành | Ghi chú                            |
| ---- | ---------------------------- | --- | -------------- | ---------------------------------- |
| 2020 | Chiang Mai 106 – เชียงใหม่ 106 | Danh sách 1. Chiang Mai 106 (เชียงใหม่ 106) 2. Onegai Valentine (วาเลนไทน์โชคดี) 3. CGM48 4. Chiang Mai 106 (เชียงใหม่ 106) (Instrumental) 5. Onegai Valentine (วาเลนไทน์โชคดี) (Instrumental) 6. CGM48 (Instrumental)                     | 9/2            | Đĩa đơn tổng tuyển cử              |
| 2020 | Melon Juice                  | Danh sách 1. Melon Juice 2. Dareka no Tame ni (เพื่อใครสักคน) 3. Otona he no Michi (เส้นทางของผู้ใหญ่) 4. Melon Juice (Instrumental) 5. Dareka no Tame ni (เพื่อใครสักคน) (Instrumental) 6. Otona he no Michi (เส้นทางของผู้ใหญ่) (Instrumental) | 31/10          | –                                  |
| 2021 | มะลิ                          | Danh sách 1. มะลิ 2. Chain of love 3. Anata ga Ite Kureta kara (บ้านแห่งหัวใจ) ('CGM48 Dorm' OST) 4. มะลิ (Instrumental) 5. Chain of love (Instrumental) 6. Anata ga Ite Kureta kara (บ้านแห่งหัวใจ) (Instrumental) ('CGM48 Dorm' OST)     | 21/3           | Đĩa đơn original đầu tiên của nhóm |
| 2022 | Mae Shika Mukanee            | Danh sách 1. Mae Shika Mukanee (สุดเส้นทาง) 2. Niji no Ressha (รถไฟสายรุ้ง) 3. Tomodachi (เพื่อน) 4. Mae Shika Mukanee (สุดเส้นทาง)(Instrumental) 5. Niji no Ressha (รถไฟสายรุ้ง)(Instrumental) 6. Tomodachi (เพื่อน)(Instrumental)            | 28/5           | –                                  |
| 2022 | 2565                         | Danh sách 1. 2565 2. Only Today 3. Kimi wa Bokuda 4. 2565 (Instrumental) 5. Only Today (Instrumental) 6. Kimi wa Bokuda (Instrumental)                                                                                             | 24/12          | Đỉa đơn Original thứ 2 của nhóm    |
| 2023 | Sansei Kawaii!               | Danh sách 1. Sansei Kawaii! 2. Yume wa Neganai 3. Hotei Sokudo to Yuuetsukan 4. Sansei Kawaii! (Instrumental) 5. Yume wa Neganai (Instrumental) 6. Hotei Sokudo to Yuuetsukan (Instrumental)                                       | 12/4           |                                    |

### Một số bài hát khác
| Năm  | Tên  | Nghệ sĩ               | Thành viên | Ngày phát hành | Ghi chú                        |
| ---- | ---- | --------------------- | ---------- | -------------- | ------------------------------ |
| 2021 | ไปต่อ | CGM48 ft. Diamond Mqt | Cả nhóm    | 9/3            | Nhạc phim 'ห้าวเป้งจ๋า อย่าแกงน้อง' |

## Video âm nhạc

### MV

#### CGM48
- Chú thích: In đậm là Center

| Năm  | Tên                          | Thành viên | Ngày phát hành | Đĩa đơn                      | Ghi chú                   |
| ---- | ---------------------------- | --- | -------------- | ---------------------------- | ------------------------- |
| 2020 | Chiang Mai 106 – เชียงใหม่ 106 | Sita, Angel, Aom, Fortune, Izurina, Kaiwan, Kaning, Marmink, Meen, Milk, Nena, Nenie, Parima, Pepo, Ping, Punch | 9/2            | Chiang Mai 106 – เชียงใหม่ 106 | MV debut                  |
| 2020 | Melon Juice                  | Kaning, Sita, Angel, Aom, Fortune, Izurina, Kaiwan, Marmink, Meen, Mei, Milk, Nenie, Parima, Pepo, Pim, Punch   | 31/10          | Melon Juice                  | –                         |
| 2021 | มะลิ                          | Kaning, Angel, Aom, Champoo, Fortune, Izurina, Jayda, Marmink, Milk, Nena, Nenie, Pepo, Pim, Ping, Punch, Sita  | 21/3           | มะลิ                          | –                         |
| 2021 | Eien Pressure                | Aom, Angel, Champoo, Fortune, Jjae, Kaiwan, Kaning, Kyla, Marmink, Mei, Nenie, Parima, Pim, Ping, Punch, Sita   | 13/11          |                              | Thuộc album Eien Pressure |
| 2022 | Mae Shika Mukanee            | Angel, Aom, Champoo, Fahsai, Fortune, Jayda, Kaiwan, Kaning, Latin, Marmink, Mei, Nenie, Pim, Ping, Punch, Sita | 28/5           | Mae Shika Mukanee            | –                         |

#### Solo
| Năm  | Tên                              | Thành viên | Ngày phát hành | Ghi chú               |
| ---- | -------------------------------- | ---------- | -------------- | --------------------- |
| 2021 | คงทำได้แค่รอ – Last Thing I Can Do | Fortune    | 26/10          | Thuộc dự án INDY CAMP |
| 2021 | Bubbles in the sky (พร่ำเพ้อ)      | Marmink    | 2/11           | Thuộc dự án INDY CAMP |
| 2021 | HEARD (เคยได้ยิน)                  | Pepo       | 5/11           | Thuộc dự án INDY CAMP |

### AV
| Năm  | Tên   | Ngày phát hành | Đĩa đơn                      |
| ---- | ----- | -------------- | ---------------------------- |
| 2020 | CGM48 | 11/1           | Chiang Mai 106 – เชียงใหม่ 106 |

### PV
| Năm  | Tên                                                                                        | Thành viên | Ngày phát hành | Đĩa đơn     | Ghi chú                                 |
| ---- | ------------------------------------------------------------------------------------------ | ---------- | -------------- | ----------- | --------------------------------------- |
| 2020 | Dareka No Tame Ni〜What can I do for someone?〜 - เพื่อใครสักคน〜What can I do for someone?〜 | Cả nhóm    | 8/6            | Melon Juice | Center: Izurina                         |
| 2021 | Anata ga Ite Kureta Kara – บ้านแห่งหัวใจ                                                      | Cả nhóm    | 20/5           | มะลิ         | Nhạc phim 'CGM48 Dorm', center: Izurina |

### Hợp tác
| Năm  | Tên                               | Đĩa đơn        | Album                    | Nghệ sĩ               | Thành viên                             | Ngày phát hành | Ghi chú                                                |
| ---- | --------------------------------- | -------------- | ------------------------ | --------------------- | -------------------------------------- | -------------- | ------------------------------------------------------ |
| 2020 | Hashire! Penguin - วิ่งไปสิ...เพนกวิน | Heavy Rotation | Warota People – หัวเราะเซ่ | BNK48, CGM48          | Aom, Izurina, Pim                      | 21/8           | MV dành cho Undergirls tổng tuyển cử của BNK48 lần 2   |
| 2020 | Wink Wa Sankai - วิ้งค์ 3 ครั้ง        | Heavy Rotation | Warota People – หัวเราะเซ่ | BNK48, CGM48          | Fortune, Kaiwan, Kaning, Marmink, Sita | 28/8           | MV dành cho Next Girls tổng tuyển cử của BNK48 lần 2   |
| 2021 | Warota People – หัวเราะเซ่          | –              | Warota People – หัวเราะเซ่ | BNK48, CGM48          | Kyla, Milk, Nena, Nicha, Parima        | 9/1            | MV dành cho top 16 giải đấu Janken của BNK48 lần 1     |
| 2021 | ไปต่อ                              | –              | –                        | CGM48 ft. Diamond Mqt | Cả nhóm                                | 21/3           | Nhạc phim 'ห้าวเป้งจ๋า อย่าแกงน้อง', Original song đầu tiên |
| 2021 | สวัสดีปีใหม่                          | –              | –                        | BNK48, CGM48          | Cả nhóm                                | 12/12          |                                                        |

## Danh sách phim & chương trình truyền hình

### Phim
| Năm  | Tên                                            | Thành viên      |
| ---- | ---------------------------------------------- | --------------- |
| 2018 | BNK48: GIRLS DON’T CRY                         | Izurina         |
| 2020 | BNK48: One Take                                | Aom, Izurina    |
| 2021 | ห้าวเป้งจ๋า อย่าแกงน้อง (Hao Peng Ja Ya Kaeng Nong) | Cả nhóm         |
| 2022 | "The Cheese Sisters"                           | Kaning, Marmink |

### Chương trình truyền hình
| Năm                             | Tên                                                                                          | Ngày phát hành                                                                                | Ghi chú |
| ------------------------------- | -------------------------------------------------------------------------------------------- | --------------------------------------------------------------------------------------------- | --- |
| 2019                            | Girls Guide ไปโต๋ยกัน                                                                          | Tháng 10/2019-nay                                                                             | Phát sóng trên Youtube |
| 2019                            | NHK Kōhaku Uta Gassen lần thứ 70 (第70回NHK紅白歌合戦, The 70th NHK Red & White Song Battle) | 31/12                                                                                         | - Sự kiện truyền hình đặc biệt đêm giao thừa 31/12 tại Nhật Bản, phát sóng trên kênh NHK - Sita biểu diễn bài hát "Koisuru Fortune Cookie" cùng các nhóm chị em thuộc AKB48 Group |
| 2020                            | Speedy Quiz                                                                                  | Từ 27/3 - 23/4                                                                                | Phát sóng trên Youtube + Facebook |
| 2020                            | Daily Life from home                                                                         | Từ 27/4 -29/5                                                                                 | Phát sóng trên Youtube |
| 2020                            | CGM48 SENPAI                                                                                 | Từ 14/5-20/8                                                                                  | Phát sóng trên AIS Play |
| 2020                            | เพื่อใครสักคน ("Dareka no Tame ni ~WHAT CAN I DO FOR SOMEONE?)                                  | Từ 30/6-17/8                                                                                  | Phát sóng trên Youtube |
| 2020                            | BNK48 Digital Live From Home                                                                 | Từ tháng 5/2020-nay                                                                           | Phát sóng trên Youtube + Facebook, cùng BNK48 |
| 2021                            | BNK48 Digital Live From Home                                                                 | Từ tháng 5/2020-nay                                                                           | Phát sóng trên Youtube + Facebook, cùng BNK48 |
| CGM48 Stand By Me               | 25/1-19/2                                                                                    | Phát sóng trên Youtube                                                                        | |
| T-POP Stage                     | 5/4                                                                                          | Phát sóng trên Workpoint TV, cả nhóm xuất hiện trong tập 9                                    | |
| CGM48 Dorm                      | 21/4-12/6                                                                                    | Phát sóng trên Youtube, đóng cùng linh vật Mon                                                | |
| [CGM48 We will...from home]     | 26/4-24/5                                                                                    | Phát sóng trên Youtube, đóng cùng linh vật Mon                                                | |
| CGM48 POPUP LIVE                | 29/4-nay                                                                                     | Phát sóng trên Facebook                                                                       | |
| [CGM48 Teach tips] ซ.จ.อ.สอนทิพย์ | 7/6                                                                                          | Phát sóng trên Youtube                                                                        | |
| INDY CAMP                       | 26/5-nay                                                                                     | Phát sóng trên Youtube + Facebook, Pepo, Fortune, Marmink đóng cùng Wee, Panda, Stang (BNK48) | |

### Chương trình radio
- [BEC Tero Radio]- Hitz Karaoke (2020-nay)

## Danh sách sự kiện

### Các chuyến lưu diễn & concert
| Tên                                            | Thời gian        | Địa điểm                                | Quốc gia                                | Ghi chú |
| Cùng AKB48 Group                               | Cùng AKB48 Group | Cùng AKB48 Group                        | Cùng AKB48 Group                        | Cùng AKB48 Group |
| ---------------------------------------------- | ---------------- | --------------------------------------- | --------------------------------------- | --- |
| AKB48 in Taipei 2019 ～Are You Ready For It?～ | 19/10/2019       | Nhà thi đấu Đài Bắc                     | Đài Bắc, Đài Loan                       | Izurina biểu diễn cùng AKB48 và AKB48 Team TP |
| AKB48 Group Asia Festival 2021 ONLINE          | 27/6/2021        | Tokyo Dome City Hall                    | Tokyo, Nhật Bản                         | - 16 thành viên Angel, Aom, Champoo, Fortune, Izurina, Jayda, Kaning, Marmink, Milk, Nena, Nenie, Pepo, Pim, Ping, Punch, Sita tham dự sự kiện - Tổ chức trực tuyến do đại dịch COVID-19 |
| Khác                                           |                  |                                         |                                         | |
| ONE LOVE ASIA                                  | 27/5/2020        | Tổ chức trực tuyến do đại dịch COVID-19 | Tổ chức trực tuyến do đại dịch COVID-19 | 3 thành viên Izurina, Aom, Sita biểu diễn cùng các nhóm chị em thuộc AKB48 và các nghệ sỹ khác tại Châu Á, phát sóng trên Youtube, WebTV ASIA                                            |
| TIF ASIA TOUR KICK OFF                         | 3/9/2021         | Tổ chức trực tuyến do đại dịch COVID-19 | Tổ chức trực tuyến do đại dịch COVID-19 | |

### Các cuộc tổng tuyển cử
| Tên                                 | Thời gian     | Địa điểm                                | Ghi chú                                                                                        |
| BNK48 tổ chức                       | BNK48 tổ chức | BNK48 tổ chức                           | BNK48 tổ chức                                                                                  |
| ----------------------------------- | ------------- | --------------------------------------- | ---------------------------------------------------------------------------------------------- |
| BNK48 9th Single Senbatsu Sousenkyo | 19/4/2020     | Tổ chức trực tuyến do đại dịch COVID-19 | Cuộc tổng tuyển cử thứ 2 cùng sự góp mặt của nhóm CGM48, Jane chiến thắng với 100489 phiếu bầu |

### Janken Taikai
| Tên                                                    | Thời gian | Địa điểm                       | Ghi chú                                                           |
| ------------------------------------------------------ | --------- | ------------------------------ | ----------------------------------------------------------------- |
| BNK48 Janken Tournament 2020 - The Senbatsu of Destiny | 26/9/2020 | Union Mall, Lat Phrao, Bangkok | Lần đầu tổ chức, chọn 16 thành viên cho album thứ 3 Warota People |

### Sự kiện thể thao
| Tên                                         | Thời gian   | Địa điểm       | Ghi chú                                       |
| ------------------------------------------- | ----------- | -------------- | --------------------------------------------- |
| BNK48 Sport Day 2020 (งานกีฬาสีอนุบาลหนูน้อย 48) | 10/4/2021   | BITEC, Bangkok |                                               |
| Pokémon UNITE AKB48 Group Invitational      | 8-16/1/2022 | Trực tuyến     | Thi đấu Pokémon Unite với BNK48, JKT48, MNL48 |